# Éparchie d'Adigrat
L'éparchie d'Adigrat, aussi appelée diocèse d'Adigrat, est une circonscription de l'Église catholique éthiopienne, suffragante de l'archéparchie d'Addis-Abeba.
Son siège est la cathédrale Saint-Sauveur d'Adigrat, dans la zone administrative Misraqawi et la région du Tigré, en Éthiopie.

## Éparchie
L'éparchie catholique d'Adigrat est érigée le 20 février 1961, à partir de la préfecture apostolique du Tigré, née du démembrement du vicariat apostolique d'Abyssinie, le 25 mars 1937.
Elle est une éparchie suffragante de l'archéparchie d'Addis-Abbeba.
Son siège est la cathédrale Saint-Sauveur d'Adigrat, dans la zone administrative Misraqawi et la région du Tigré, en Éthiopie.
En 2022, elle couvre une surface de 132 000 km2, et a la charge des âmes de près de 24 950 fidèles.

## Éparques
Depuis la fondation de l'éparchie d'Adigrat, le 20 février 1961, quatre éparques se sont succédé:
- 20 février 1961-24 novembre 1970 : Hailé Mariam Cahsai
- 24 novembre 1970-12 juin 1971 : siège vacant
- 12 juin 1971-12 octobre 1984 : Sebhat Leab Worku, S.D.B.
- 12 octobre 1984-16 novembre 2001 : Kidane Mariam Teklehaimanot
- depuis le 16 novembre 2001 : Tesfasellassie Medhin